# Dactylorhiza salina
Dactylorhiza salina là một loài thực vật có hoa trong họ Lan. Loài này được (Turcz. ex Lindl.) Soó mô tả khoa học đầu tiên năm 1962.